# NGC 3848
NGC 3848 (NGC 3822) je lećasta galaktika u zviježđu Djevici. Naknadno je utvrđeno da je NGC 3822 ista galaktika.

## Vanjske poveznice
- (eng.) SEDS: NGC 3848
- (eng.) Revidirani Novi opći katalog
- (eng.) Izvangalaktička baza podataka NASA-e i IPAC-a
- (eng.) Astronomska baza podataka SIMBAD
- (eng.) VizieR